# Ernst von Raven
Ernst von Raven (* 1816 in Groß Luckow; † 18. Januar 1890 in Düsseldorf) war ein deutscher Landschaftsmaler der Düsseldorfer Schule.

## Leben
Von Raven, Spross des uckermärkischen Adelsgeschlechtes Raven, kam als Militär nach Wesel, wo er im Infanterie-Regiment „Graf Barfuß“ (4. Westfälisches) Nr. 17 als Offizier diente. Nach der Militärlaufbahn ließ er sich in Düsseldorf zum Maler ausbilden. Im Sommer 1852 unternahm er mit August Becker, August Leu und Arnold Schulten eine Reise in die Schweizer Alpen. Von Raven gehörte außerdem zum Freundeskreis des Malers Ernst Bosch. Er war Mitglied des Künstlervereins Malkasten, lebte in Düsseldorf-Pempelfort und malte hauptsächlich Motive aus dem bayrischen Hochland, dem Salzkammergut, Tirol und der Schweiz. Außer bei Eduard Schulte in Düsseldorf stellte er in Berlin, Dresden, Köln, Bremen, Hannover und Paris aus.